# Châtaignier des cent chevaux

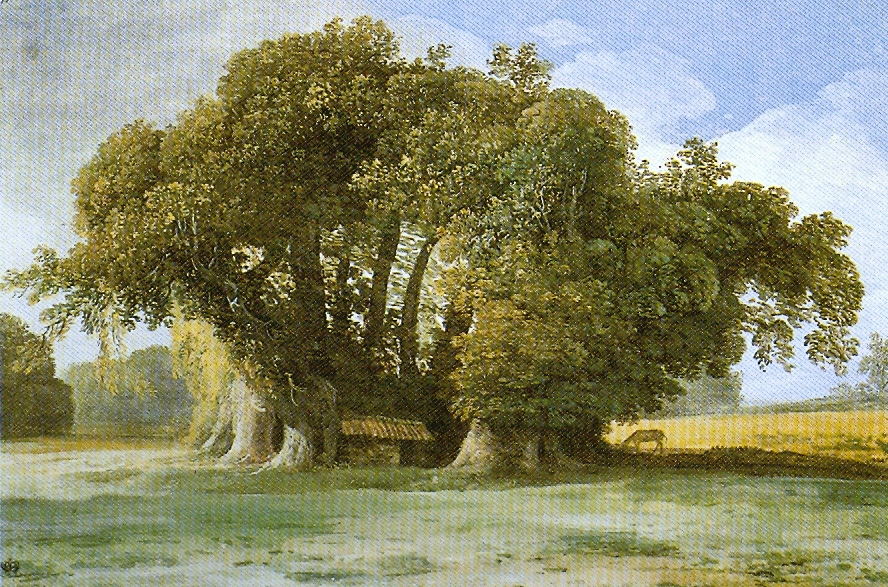
Jean-Pierre Houël, Le Châtaignier des cent chevaux sur les pentes de l'Etna (entre 1776 et 1779), Paris, musée du Louvre.

Le châtaignier des cent chevaux (italien : Castagno dei Cento Cavalli et sicilien : Castagnu dê Centu Cavaddi) est le plus grand et le plus ancien châtaignier connu en Europe. Parmi les 20 000 arbres remarquables répertoriés en Italie, il fait partie des 150 arbres déclarés « d’intérêt historique et monumental exceptionnel » de ce pays.

## Présentation
Situé sur la route de Linguaglossa à Sant'Alfio, sur le versant oriental de l'Etna en Sicile. 
Il est généralement considéré comme âgé de 2 000 à 4 000 ans. 
Il s'agit d'un châtaignier commun (Castanea sativa). La circonférence de l'arbre faisait 57,9 mètres quand il a été mesuré en 1780. 
L'arbre s'est depuis divisé en plusieurs gros troncs, mais ils partagent toujours les mêmes racines.

## Reconnaissance par l’UNESCO
En 2006, le châtaignier des cent chevaux a été déclaré par l’UNESCO, « monument porteur d'une culture de paix », avec la motivation suivante :
« Le châtaignier a été une destination convoitée de tous temps et le refuge pour les hommes et les femmes de toutes conditions, tous unis par le désir commun de se retrouver eux-mêmes dans le contact pacifique avec la Nature encore sauvage et donc potentiellement inspiratrice de messages surhumains et éternels qui, à travers l’arbre, font redécouvrir l’absolu qu’il y a en chacun de nous. Près de cet arbre on se sent en harmonie avec la Nature, en paix avec nos semblables et avec l’Univers entier, puisque les passions et les tourments intérieurs s’apaisent, les esprits retrouvent leur équilibre et les corps leur bien-être. L’endroit, admiré pour son allure sauvage par tous les visiteurs des XVIIIe et XIXe siècles, a été et continue d'être un symbole de fertilité. En effet, le châtaignier est le témoin de la puissance génératrice de la nature féconde et, lui-même fécond et fructueux à son tour, il est universellement célèbre pour être le symbole de la force de la vie qui naît et qui toujours se régénère. Tout autour de son tronc, il rassemble les couples d’amoureux venus du monde entier. Près de l’arbre le dialogue entre les hommes et la nature devient éternel et infini, dans une union sans fin qui associe la richesse et la fertilité de l’arbre et de la terre à l’activité admirable de l’homme. Rites et légendes sont liés au châtaignier millénaire. Un mythe plein  de charme veut que, pendant une nuit orageuse, une reine de nom Jeanne a été aimée par les Cent Cavaliers de sa suite, lesquels avaient trouvé abri avec elle dans le tronc du majestueux arbre. »

## Légende
Le nom de l'arbre provient d'une légende dans laquelle une reine d'Aragon et de son escorte de cent chevaliers sont pris, au cours d'un voyage à l'Etna, dans un violent orage. Tous auraient trouvé refuge sous l'arbre.

### Sources et bibliographie
- (en) Cet article est partiellement ou en totalité issu de l’article de Wikipédia en anglais intitulé « Hundred Horse Chestnut » (voir la liste des auteurs).
- (it) AA. VV.,  Un castagno, una Regina  - la leggenda del Castagno dei  Cento Cavalli nei racconti dei viaggiatori del '700 e '800, Catalogo della mostra (Sant'Alfio, Palazzo Comunale, agosto 1999), Santa Venerina 2000 (con indicazione delle fonti storiche).
- (it) S. Arcidiacono, Guida naturalistica della provincia di Catania, Catania 2003, p. 110–113 (con indicazioni bibliografiche a p. 246).
- (it) S. Boscarino, Il restauro in Sicilia in età borbonica 1734-1860, in «Restauro», a. XIV (1985), n. 79, p. 11.
- (it) M. Caltabiano, Il Castagno dei Cento Cavalli, un monumento di sicilianità, in «La Sicilia», 23 agosto 2005, p. 40.
- (it) F. Pelluzza, Cenni storici dell'origine del comune di Sant'Alfio, Catania, 1971.
- (it) G. Recupero, Storia naturale e generale dell'Etna, Catania 1815.
- (fr) A.-R. Emy, Traité de l'Art de la Charpenterie, Dunod 1867, tome 1 p. 230.